# Asterocheres tarifensis
Asterocheres tarifensis is een eenoogkreeftjessoort uit de familie van de Asterocheridae. De wetenschappelijke naam van de soort is voor het eerst geldig gepubliceerd in 2011 door Conradi & Bandera.